# Audi Shooting Brake
El Audi Shooting Brake es un prototipo de automóvil diseñado por la compañía audi, que fue presentado en el salón del automóvil de Tokio de 2005.
El Audi TT está basado en este prototipo.

## Características
Tiene un motor V6 de 3.2 litros y 250 hp. Alcanza los 100km/h en solo 6 segundos. Tiene una velocidad máxima de 250 km/h. Mide 4,18 m de largo, 1,84 m de ancho, 1,35 m de alto y la distancia entre ejes (batalla) es de 2,47 m.